# Hinojares
Hinojares, vila de la província de Jaén, en la Comunitat autònoma d'Andalusia, Espanya.
Situada a 672 metres d'altitud, té una extensió de 40,60 quilòmetres quadrats i una població d'uns 500 habitants. Envoltada de barrancs, va ser llogaret de Pozo Alcón fins a l'any 1690 que es va convertir en vila, passant el seu senyoriu a les mans de D. Iñigo Fernández d'Angulo i, posteriorment, al marquès de Hinojares.
En destaca l'Església Parroquial de San Marcos Evangelista, en l'interior de la qual existeix una pila bautismal de marbre blanc. Gairebé la totalitat del municipi forma part del Parc Natural de la Sierra de Cazorla, Segura i Las Villas.
El municipi compta amb la pedania de Cuenca, on neix el riu Turillas.